# DRIVE ME MAD
「DRIVE ME MAD」（ドライヴ・ミー・マッド）は、1992年10月21日にリリースされたLuis-Maryの通算3枚目のシングルである。発売元は日本クラウン。

## 解説
- 後に発売のアルバム『RUSH』には収録されず、ベストアルバム『Best Collection』に初収録となる。

## 収録曲
1. DRIVE ME MAD
  - 作詞:西川貴教／作曲:丸山武久
2. OPEN YOUR HEART
  - 作詞:西川貴教／作曲:山下善次